# Джоан Хигинботъм
Джоан Елизабет Хигинботъм (на английски: Joan Elizabeth Higginbotham) e американски инженер и астронавт на НАСА, участник в един космически полет.

## Образование
Джоан Хигинботъм завършва колежа Whitney Young Magnet High School в родния си град през 1982 г. През 1987 г. се дипломира като бакалавър по аерокосмическо инженерство в Южния университет на Илинойс. През 1992 г. става магистър по инженерен мениджмънт, а през 1996 г. - по авиационни системи в Технологичния институт на Флорида.

## Служба в НАСА
Джоан Хигинботъм е избрана за астронавт от НАСА на 1 май 1996 година, Астронавтска група №16. Участва в един космически полет. Получава назначение и за мисия STS-126 планирана за септември 2008 г., но напуска НАСА и започва работа в частния сектор през 2007 г.

### Полет
Джоан Хигинботъм лети в космоса като член на екипажа на мисия STS-116:
| Космически полет на Джоан Елизабет Хигинботъм                    | Космически полет на Джоан Елизабет Хигинботъм | Космически полет на Джоан Елизабет Хигинботъм | Космически полет на Джоан Елизабет Хигинботъм | Космически полет на Джоан Елизабет Хигинботъм | Космически полет на Джоан Елизабет Хигинботъм | Космически полет на Джоан Елизабет Хигинботъм |
| №                                                                | Дата                                          | КК                                            | Емблема на мисията                            | Функции                                       | Продължителност                               |                                               |
| ---------------------------------------------------------------- | --------------------------------------------- | --------------------------------------------- | --------------------------------------------- | --------------------------------------------- | --------------------------------------------- | --------------------------------------------- |
| 1                                                                | 9 декември 2006                               | „Дискавъри“, мисия STS-116                    |                                               | Специалист на мисията                         | 12 денонощия 20 часа 11 мин. 16 сек.          |                                               |
| Сумарно време в космоса – 12 денонощия 20 часа 44 минути 16 сек. |                                               |                                               |                                               |                                               |                                               |                                               |

## Награди
- Медал на НАСА за изключителни заслуги.